# Semantiske roller
Semantiske roller er en slags dybdegrammatik, hvor man analyserer det underlæggende forhold som en deltager har til en sætnings hovedverbum. De semantiske roller der er størst enighed om i lingvistikken er: agent, patient, modtager, oplever, tid, kilde, instrument, mål, vej og måde.
I sætningen Peter slår Frank, hvor Peter er grammatisk subjekt og Frank grammatisk objekt, er Peter agent og Frank patient. I sætningen Frank bliver slået af Peter, hvor Frank er blevet grammatisk subjekt, er de semantiske roller uændrede. Frank er stadig patient, og Peter er stadig agent. Semantiske roller er således forskellig fra grammatiske relationer.